# Zaynitdin Tadjiyev
Zaynitdin Tadjiyev est un footballeur ouzbek né le 21 juin 1977.

## Carrière

### En club
- 2001 :  Akademya Tachkent
- 2002-2004 :  Pakhtakor Tachkent
- 2005 :  FC Kyzylzhar Petropavlovsk
- 2006 :  Pakhtakor Tachkent
- 2007 :  Saba Qom FC
- 2008-2009 :  Pakhtakor Tachkent
- 2009 :  Tianjin TEDA
- 2010 :  PFK Shurtan Guzar
- 2010 :  FC Ordabasy Chymkent
- 2010 :  Pakhtakor Tachkent
- depuis 2011 :  Lokomotiv Tachkent

### En sélection
16 sélections et 3 buts avec l'équipe d'Ouzbékistan de football depuis 2002.